# ريان فينيش
ريان فينيش (بالإنجليزية: Ryan Fenech)‏ (20 أبريل 1986 في مالطا - ) هو لاعب كرة قدم مالطي في مركز الوسط. شارك مع منتخب مالطا تحت 21 سنة لكرة القدم ومنتخب مالطا لكرة القدم. أما مع النوادي، فقد لعب مع سلايما واندريرز ونادي بالزان ونادي فاليتا وهامرون سبارتانز.

## وصلات خارجية
- ريان فينيش على موقع الاتحاد الأوربي (الإنجليزية)
- ريان فينيش على موقع قاعدة بيانات كرة القدم.إي يو (الإنجليزية)
- ريان فينيش على موقع ناشيونال فوتبول تيمز (الإنجليزية)
- ريان فينيش على موقع Soccerway.com (الإنجليزية)